# Communauté de communes du Pays-Né-de-la-Mer
La communauté de communes du Pays-Né-de-la-Mer (CCPNM) est une ancienne structure intercommunale à fiscalité propre française située dans le département de la Vendée et la région des Pays de la Loire.
Créée le 1er janvier 1999, elle disparaît le 31 décembre 2016 à la suite de la création de Sud-Vendée-Littoral, entité résultant de la fusion de la communauté de communes avec celles des Isles-du-Marais-Poitevin, du Pays-Mareuillais et du Pays-de-Sainte-Hermine.

## Composition
Elle comprenait les communes suivantes :
| Nom                            | Code Insee | Gentilé          | Superficie (km2) | Population (dernière pop. légale) | Densité (hab./km2) |
| ------------------------------ | ---------- | ---------------- | ---------------- | --------------------------------- | ------------------ |
| Saint-Michel-en-l’Herm (siège) | 85255      | Michelais        | 54,80            | 2 362 (2015)                      | 43                 |
| Chasnais                       | 85058      | Chanaisiens      | 10,77            | 724 (2015)                        | 67                 |
| Grues                          | 85104      | Gruaulais        | 47,18            | 838 (2015)                        | 18                 |
| La Faute-sur-Mer               | 85307      | Fautais          | 6,94             | 671 (2015)                        | 97                 |
| L'Aiguillon-sur-Mer            | 85001      | Aiguillonnais    | 8,74             | 2 121 (2015)                      | 243                |
| Lairoux                        | 85117      | Lairousiens      | 13,19            | 611 (2015)                        | 46                 |
| La Tranche-sur-Mer             | 85294      | Tranchais        | 17,63            | 2 863 (2015)                      | 162                |
| Les Magnils-Reigniers          | 85131      | Magnilais        | 17,96            | 1 609 (2015)                      | 90                 |
| Luçon                          | 85128      | Luçonnais        | 31,52            | 9 394 (2015)                      | 298                |
| Saint-Denis-du-Payré           | 85207      | Saint-Denisolais | 16,24            | 384 (2015)                        | 24                 |
| Triaize                        | 85297      | Triolais         | 58,80            | 1 041 (2015)                      | 18                 |

## Histoire
La communauté de communes du Pays né de la mer a été créée le 6 février 1992, réunissant alors 6 communes : Grues, Lairoux, Les Magnils-Reigniers, Saint-Denis-du-Payré, Saint-Michel-en-l’Herm, Triaize[réf. nécessaire].
Le 31 décembre 1999, la commune de Lairoux est autorisée à intégrer la structure intercommunale. Le 31 décembre 2002, Les Magnils-Reigniers sont à leur tour autorisé à intégrer la communauté de communes.
Depuis, plusieurs communes ont rejoint la communauté de communes : Luçon le 30 décembre 2005, L’Aiguillon-sur-Mer, La Faute-sur-Mer et La Tranche-sur-Mer le 1er janvier 2013 et Chasnais le 1er janvier 2014.

## Administration

### Siège
Le siège de la communauté de communes se situe au rond-point de la Delphine, à Saint-Michel-en-l’Herm.

### Présidence
| Période       | Période          | Identité     | Étiquette | Qualité                                     |
| ------------- | ---------------- | ------------ | --------- | ------------------------------------------- |
| Hiver 1999    | 18 avril 2008    | Louis Guinet | DVD       | Maire de Saint-Michel-en-l’Herm (1995-2008) |
| 18 avril 2008 | 31 décembre 2016 | Jean Étienne | DVG       | Maire de Saint-Denis-du-Payré (depuis 1995) |

## Identité visuelle

Premier logotype.
Logotype depuis 2015.